# ایسوزو جرنی-کا

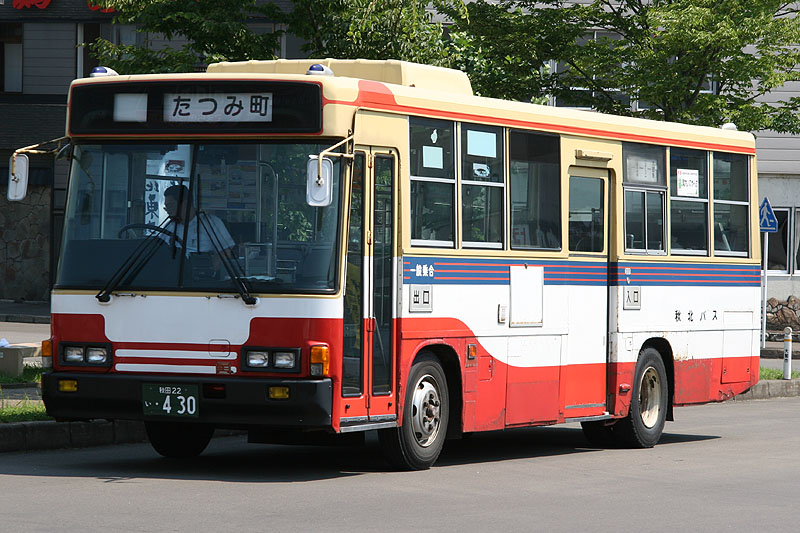

ایسوزو جرنی-کا (Isuzu Journey-K) خودرویی است که در سال‌های ۱۹۸۴ تا ۱۹۹۹تولید شده‌است.
این خودرو در کلاس اتوبوس قرار گرفته و است. سیستم جعبه‌دندهٔ آن ۵ دنده به دو صورت خودکار و دستی است.

## نگارخانه

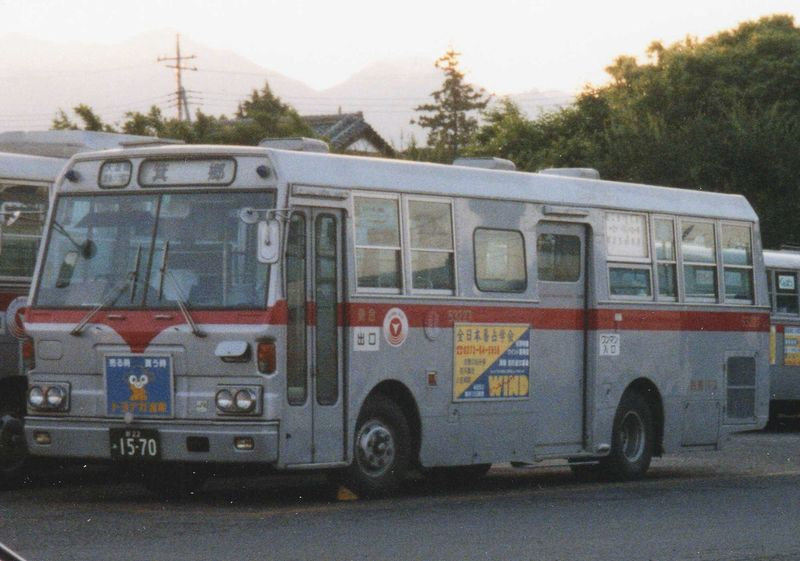